# Föhr

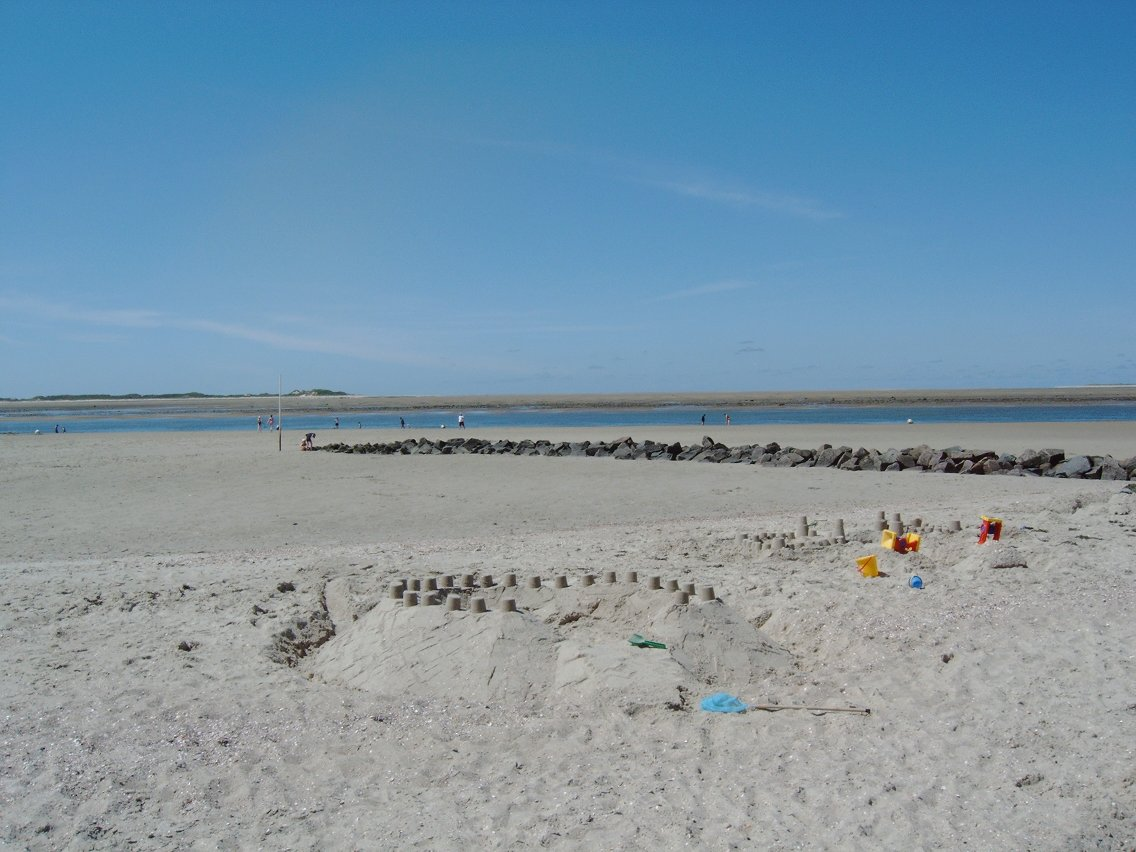
Stranden vid Utersum på Föhr

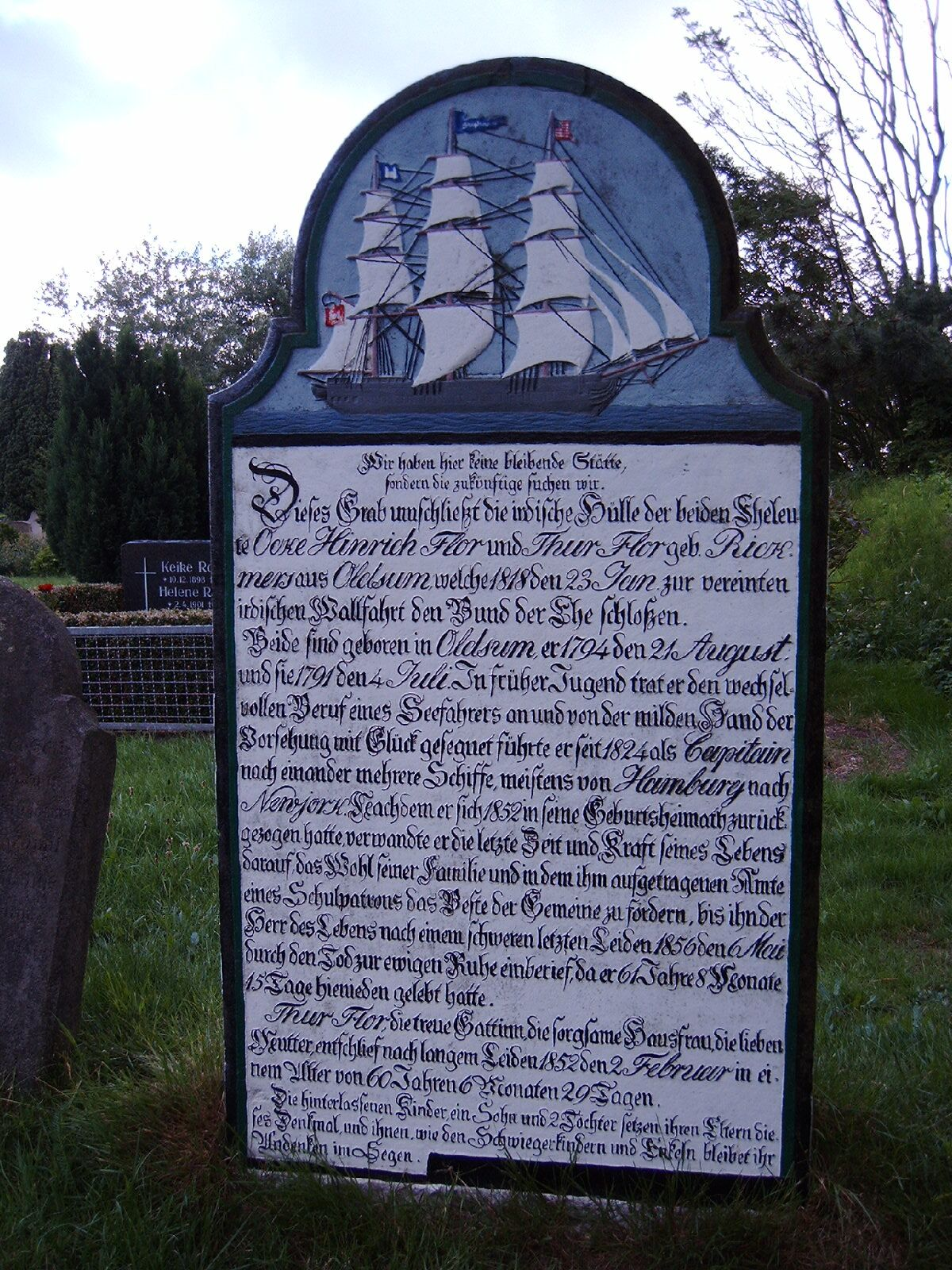
Gravsten på Föhr.

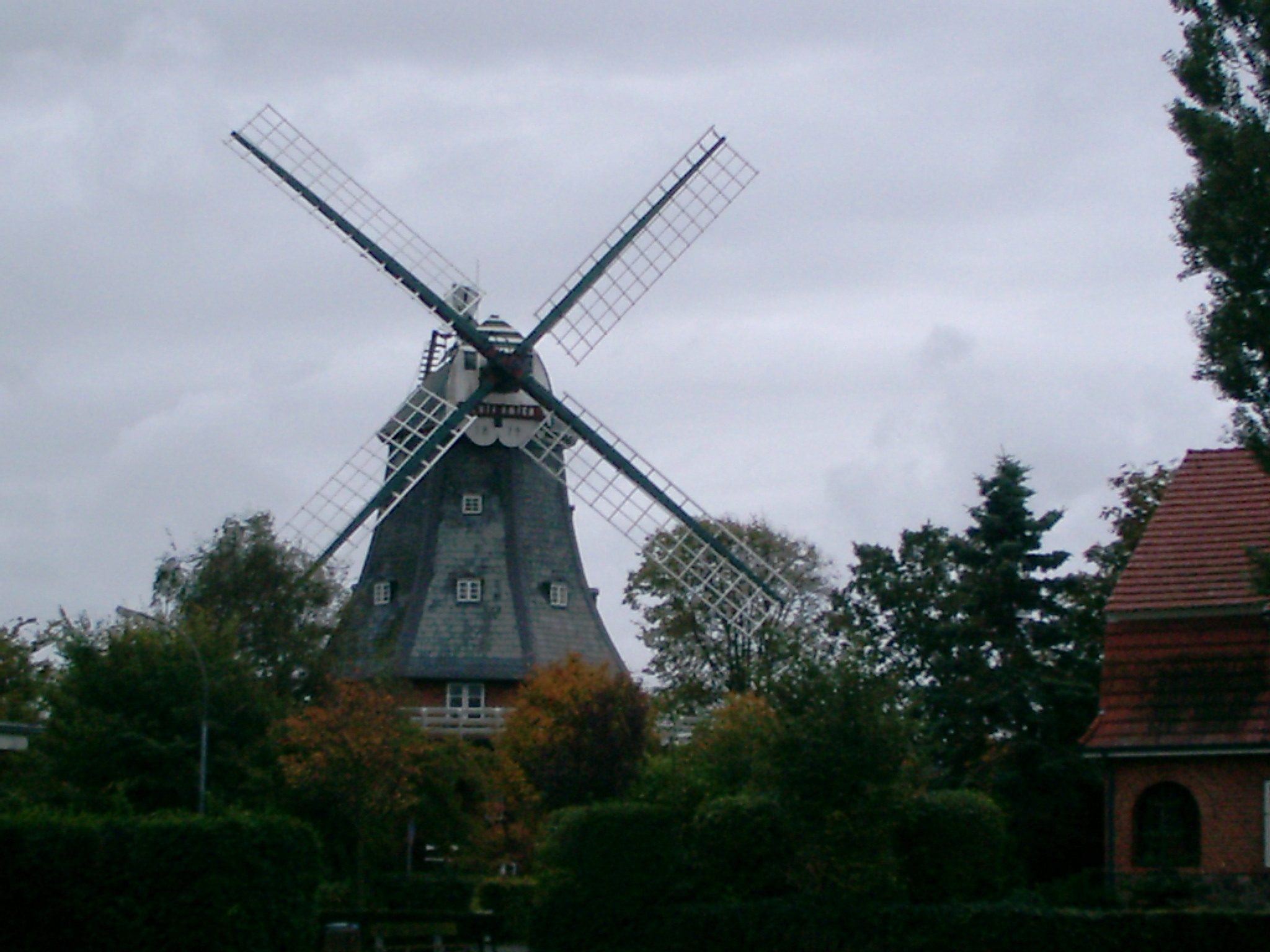
Väderkvarnen Venti Amica från 1879 i Wyk

Föhr (frisiska: Feer, danska: Før) är en nordfrisisk ö utanför Nordsjön i det tyska förbundslandet Schleswig-Holstein. Ön ligger sydöst om Sylt och är den näst största tyska ön i Nordsjön. Öns huvudort är Wyk. Föhr ligger i distriktet Nordfriesland och har 8 647 invånare. Tillsammans med grannön Amrum bildar man kommungemenskapen Amt Föhr-Amrum.  

## Geografi
Norra delen av ön består av marskland och södra delen av geest. Ön är 12 km lång och omkring 6 km bred; knappt 83 km² stor. Öns högsta punkt ligger 13 meter över havet. 

## Historia
Ön bildades år 1362 genom en stormflod som skilde området från fastlandet. Området är bebott av friser sedan 600-talet. Ön var länge indelad i två härader, varav det västra tillhörde Danmark fram till 1864. Det östra häradet tillhörde hertigdömet Schleswig. 
Valfångsten på 1600- och 1700-talen gjorde att ekonomin på Föhr blomstrade. I mitten på 1800-talet blev Föhr kurort. 
På Föhr fanns i dåvarande staden Wyk ett svenskt vicekonsulat 1857-1907, då det drogs in.  
Vid folkomröstningen om Slesvig 1920 röstade majoriteten av befolkningen på västra Föhr för att ön skulle bli dansk, men eftersom majoriteten på ön som helhet röstade på att ön skulle förbli tysk så blev det också resultatet av folkomröstningen.

## Kommuner på Föhr
- Staden Wyk auf Föhr (bi a Wik)
- Alkersum (Aalkersem)
- Borgsum (Borigsem)
- Dunsum (Dunsem)
- Midlum (Madlem)
- Nieblum (Njiblem)
- Oevenum (Ööwnem)
- Oldsum (Olersem)
- Süderende (Söleraanj)
- Utersum (Ödersem)
- Witsum (Wiisem)
- Wrixum (Wraksem)

## Språk
På västra Föhr talas fering som är en nordfrisisk dialekt. På östra Föhr talas lågtyska och i Wyk högtyska.